# 方成允
方 成允（パン・ソンユン、ハングル：방성윤、英：Bang Seong Yun、1982年6月3日 - ）は大韓民国出身のプロバスケットボール選手である。ソウルSKナイツ所属。ポジションはフォワード。195cm、100kg。河昇鎭とともに2000年代の韓国バスケ界を代表する選手となっている。本貫は温陽方氏。

## 来歴
徽文高校在学中の2000年にアジアジュニア選手権の韓国代表で主将を務め、優勝に貢献し大会MVPも獲得。
その後延世大学に進学。2002年には韓国代表として釜山アジア大会優勝。兵役免除を獲得した。
大学3年より米国に挑戦。NBAデベロップメント・リーグやNBAのサマーリーグに参加した。
卒業後の2005年、韓国プロバスケットボール（KBL）のドラフト1位で釜山KTFマジックウィンズに指名されるが、米国挑戦は続け、実際には名前だけ登録し、プレーせず。
同年シーズン開幕前、3対3のトレードによりソウルSKナイツへ移籍。SKではプレイしているものの、現在もなお米国への挑戦は続けている。